# Cecilia Soto
Cecilia Soto González (Hermosillo, 24 januari 1950) is een Mexicaans politica van de Partij van de Arbeid (PT).
Soto is afkomstig uit de staat Sonora. Zij was aanvankelijk lid van de Authentieke Partij van de Mexicaanse Revolutie (PARM), waarvoor ze van 1991 tot 1994 in de Kamer van Afgevaardigden zat, maar stapte in 1993 over naar de PT. Soto was presidentskandidaat bij de presidentsverkiezingen van 1994. Zij deed het in de peilingen opvallend goed voor een kandidaat van een kleine partij, en zou volgens sommige peilingen meer dan 10% van de stemmen halen. Nadat echter bleek dat haar campagne financieel werd gesteund door de Institutioneel Revolutionaire Partij (PRI) om op die manier de andere oppositiepartijen de wind uit de zeilen te halen nam haar steun aanzienlijk af. Ze behaalde uiteindelijk 2,75% van de stemmen, nog altijd het beste resultaat dat een vrouw in Mexico bij presidentsverkiezingen heeft gehaald.
Van 2001 tot 2006 was Soto ambassadeur in Brazilië en zij steunde in 2006 de presidentscampagne van Felipe Calderón.